# مكسيموس الخامس بطريرك القسطنطينية
مكسيموس الخامس (باليونانية: Μάξιμος Εʹ)‏ 26 أكتوبر 1897 - 1 يناير 1972) كان بطريرك القسطنطينية المسكوني من عام 1946 حتى عام 1948.

## سيرته
ولد مكسيموس فابورتزيس في شمال تركيا، في سينوب في ولاية قسطموني، على ساحل البحر الأسود. تلقى تعليمه لأول مرة، تحت حماية المطران جرمانوس من أماسيا، في مدرسة هالكي اللاهوتية، اسطنبول.
عام 1918 رُسم شماساً. فصار مدرسًا في مدرسة ثيرا. شغل منصب رئيس الشمامسة تحت قيادة المطران غريغوريوس أسقف خلقيدونية ويواكيم أسقف أفسس. في عام 1920 أصبح رئيس شمامسة بطريركية القسطنطينية المسكونية.
في عام 1946 أصبح بطريرك القسطنطينية المسكوني. عُرف بآرائه «اليسارية» وعلاقاته مع بطريركية موسكو . في 1948 استقال بشكل رسمي بسبب اعتلال صحته، وبشكل غير رسمي لأن القوى الغربية لم توافق على علاقاته مع بطريرك موسكو الخاضع للسيطرة السوفيتية. وخلفه رئيس أساقفة أمريكا، أثيناغوراس .
توفي في سويسرا في 1 يناير 1972.